# أمينة إيفدال
أمينة إيفدال (ولدت عام 1906 في يامانشاير، قارس– 1964) كانت كاتبة ولغوية وشاعرة كردية مقيمة في أرمينيا. وُلِدت في عائلة كردية يزيدية في قرية يمانشاير بالقرب من قارس التي كانت تحت السيطرة الروسية في ذلك الوقت. تم تدمير قريتها أثناء الإبادة الجماعية للأرمن حيث فقدت والديها وشقيقها.[بحاجة لتوضيح]
في عام 1924م، التحق بمدرسة العمال في تبليسي، وفي عام 1926م بدأت التدريس في القرى الكردية القريبة من جبل إليجز (ألاغياز). في عام 1931، التحقت بقسم اللغة في جامعة يريفان، وبدأت العمل في صحيفة ريا تازة الكردية في نفس الفترة تقريبًا.
نشر أول كتاب له عن اللغة الكردية في عام 1933. من عام 1933 إلى عام 1937، نشر العديد من الكتب المدرسية حول تعليم اللغة الكردية.
حصل على درجة الدكتوراه في علم الكرد سنة 1944، وكانت رسالته بعنوان "المرأة الكردية في الأسرة التقليدية: دراسة تحليلية مستندة إلى دراسة الفولكلور والأمة".
بعد تخرجه، عمل في مجال علم الأكراد في المعهد الأرمني للتاريخ، وتم تعيينه في قسم الدراسات الشرقية في الأكاديمية الأرمنية للعلوم في عام 1959. وقد حصل على لقب أفضل معلم متقاعد من قبل برلمان أرمينيا في عام 1960.
بالإضافة إلى اللغة الكردية، نشرت أمينة إيفدال العديد من المقالات البحثية والكتب باللغتين الأرمنية والروسية. كما ساهمت في الأدب الكردي، ونشرت مجموعتها القصصية الأولى بعنوان "قاسم وتوسين" في عام 1924. وقد أطلقت الحكومة الأرمينية اسمها على المدرسة الكردية في قرية قندساز، التي كانت تدرّس فيها لسنوات طويلة، كما أقيم تمثال لها عند مدخل المدرسة.

## الكتب
كتب إيفادال: 
1. قاسم وتوسين، كوما شيروكين كيرت، 1924.
2. كيتبا زيماني كورمانسي بونا كوما كارا، 1933.
3. Kitêba zimanê Kurmancî Bona Koma Pênca، 1934.
4. بيهار، مجموعة قصائد، 1935.
5. كيتبا زيماني كورمانجي بونا ديرشسانا كارا، 1936.
6. Mêtodîka Hînkirina Xwendin û Nivîsandinê، 1936.
7. الفولكلور الكرمانكي، 1936، (مع هيجي سندي ).
8. ميتوديكا زيماني كورمانجي، 1937.
9. كيتبا زيماني كورمانجي، بونا ديرشسانا سيشا، 1937، (مع كاسيم سيليل).
10. تولهيلدانا شون لي ناف كوردادا أو ديوي أنينا بيرماين وي لي إرمينيستانا سوفيتي، 1952.
11. ديبا كوردين إرمينيستانا سوفيتي، 1953.
12. جوليزر، 1956. (باللغة الأرمنية ).
13. راعي الكرد في إرمنستان في 19 ديسمبر 1957.
14. ديبا كوردين بيشكوفكازي، 1957.
15. Çîrokên gele kurd، 1957. (باللغة الأرمنية).
16. فرهنغا كوردي راستنفيساري، 1958.